# Bielmo (film)
Bielmo (ang. The Pale Blue Eye) – amerykański film kryminalny z 2022 roku w reżyserii Scotta Coopera. W głównych rolach wystąpili Christian Bale i Harry Melling. Film miał premierę 23 grudnia 2022 roku, natomiast w serwisie Netflix ukazał się 6 stycznia 2023 roku.

## Fabuła
W 1830 roku w akademii West Point dochodzi do śmierci jednego z kadetów. Jego ciało trafia do kostnicy, a wkrótce okazuje się, że ktoś wyciął z niego serce. Dowódca akademii chcąc uniknąć potencjalnych dalszych konsekwencji, prosi o pomoc w zbadaniu sprawy lokalnego detektywa, Augustusa Landora. Śledztwo mężczyzny utrudnia jednak panujący na miejscu żołnierski kodeks milczenia, więc postanawia zatrudnić do pomocy Edgara Allana Poego, jednego z kadetów słynącego z pasji do poezji oraz pogardy do wojskowych rygorów.

## Obsada
- Christian Bale jako Augustus Landor
- Harry Melling jako kadet Edgar Allan Poe
- Simon McBurney jako kapitan Hitchcock
- Timothy Spall jako nadinspektor Thayer
- Toby Jones jako doktor Daniel Marquis
- Harry Lawtey jako kadet Artemus Marquis
- Fred Hechinger jako kadet Randolph Ballinger
- Joey Brooks jako kadet Stoddard
- Charlotte Gainsbourg jako Patsy
- Lucy Boynton jako Lea Marquis
- Robert Duvall jako Jean Pepe
- Gillian Anderson jako pani Julia Marquis
- Steven Maier jako kadet Fry
- Brennan Keel Cook jako kadet Huntoon
- Gideon Glick jako kadet Horatio Cochrane
- Matt Helm jako kadet Llewllyn Lee
- Hadley Robinson jako Mattie
- Charlie Tahan jako kadet Loughborough
- Scott Anderson jako Benny
- Jack Irv jako kadet Hamilton
- Mathias Goldstein jako porucznik Locke
- Bill Cwikowski jako wielebny Zantzinger
- Agnes Herrmann jako Eugenia
- Nicholas Bellavia jako porucznik Robert
- Orlagh Cassidy jako pani Fry[2]

## Produkcja
Okres zdjęciowy trwał od 29 listopada 2021 roku do 25 lutego 2022 roku. Zdjęcia do filmu kręcono w stanie Pensylwania w Stanach Zjednoczonych na terenie miejscowości Ambridge, Laughlintown, New Wilmington, Pittsburgh i Portersville.

## Odbiór

### Box Office
Budżet filmu jest szacowany na 72 miliony dolarów.

### Reakcja krytyków
Film spotkał się ze średnią reakcją krytyków. W agregatorze recenzji Rotten Tomatoes 63% z 181 recenzji uznano za pozytywne, a średnia ocen wyniosła 6 na 10. Z kolei w agregatorze Metacritic średnia ważona ocen z 40 recenzji wyniosła 56 punktów na 100.